# Карло Мартел
Карло Мартел (фр. Charles Martel; Херстал, 23. август 688 — Керзи, 22. октобар 741) долази на власт у тешко време за франачку државу. Са његовом влашћу почиње учвршћавање мајордомске куће Пипина, који касније освајају и саму краљевску власт. Поставши мајордом доводи на престо једну за другом марионете из династије Меровинга. Носио је надимак Мартел што у дословном преводу значи „Чекић” (Martel на старофранцуском).

## Стање у Франачкој и долазак на власт
Нестуријанци на челу са својим ново изабраним мајордомом Раганфредом, желећи да поврате некадашњу превласт Неустрије, упадају у Аустрасију. У Неустрији, у име унука Пипина Херисталског, влада Пипинова удовица Плектруда. Она затвара у тамницу Пипиновог ванбрачног сина Карла бојећи се да не преузме власт. У Аквитанији је образовано независно војводство Одона. Радбод Фришки осваја део Фризије и из ње протерује хришћанске свештенике, руши цркве и васкрсава паганство. Саси упадају у рајнске области Франака. Авари проваљују у Баварску. Арабљани почињу да пустоше Аквитанију, побеђују Одона Аквитанског и крећу ка Лоари. 
Карло бежи из тамнице и окупља око себе аустразијске лауде. Потукао је Фризе и Неустријце упркос помоћи коју им је пружио Одон Аквитански. Доводи на престо меровиншке марионетске краљеве. Власт му је толико ојачала да од 737. не сматра више за потребно ни да поставља краља. Предузима походе против Баварске. Успоставља франачку власт у Алеманији, пустоши Фризију, спаљују по њој паганске храмове, поново покорава Сасе и намеће им данак узевши таоце. Води борбу против магната који су стекли независност у турбулентним временима. Завршио је низом похода покоравање одметнуте Аквитаније.

## Борба са Маврима
720. године, након освајања Иберијског полуострва, Маври надиру у Аквитанију. Прелазе Пиринеје и заузимају Лангдок, све до Роне. Године 721. Одон Аквитански им наноси пораз код Тулуза. Године 725. Маври поново нападају, али је 731. ситуација била најкритичнија. Абдурахман прелази Пиринеје и заузима Бордо. Стиже до Сант Хилари де Поитијерсу. На 25 km одатле појавила се војска Карла Мартела која је стигла на позив Одона и пружила отпор муслиманској коњици. У бици код Поатјеа 732. године Маври нису успели да пробију франачку пешадију. Велики емир је погинуо. Битка је вођена на почетку Рамазана, маварска војска је била деморалисана и повукла се. Овај подвиг Карла Мартела је изазвао покретање реконкисте.